# 長田正寛
長田 正寛（ながた まさひろ、1956年 - ）は、日本の弁護士。札幌弁護士会会長や、北海道弁護士会連合会理事長、日本弁護士連合会副会長、札幌市教育委員会委員等を歴任した。

## 人物・経歴
埼玉県浦和市生まれ。東京都武蔵野市出身。東京都立杉並高等学校を経て、中央大学法学部法律学科卒業。司法修習を札幌市で受けたのを機に、1986年札幌弁護士会弁護士登録。2012年札幌弁護士会会長。2013年からは北海道弁護士会連合会理事長を務め、特定秘密の保護に関する法律の廃止を求める理事長声明の表明などを行った。
2015年日本弁護士連合会副会長。日本共産党北海道委員会などとともに、北海道教育委員会による公立学校教職員への調査のための情報提供制度に対し、教育を受ける権利の侵害であるとして、廃止勧告を行うなどし、2016年には札幌市教育委員会委員に就任した。

## 著書
- 『リスクを避ける債権管理と回収の基本』（浅水正と共著）たくぎん総合研究所 1994年